# Tarek Hamed
Tarek Hamed (Cairo, 24 de outubro de 1989) é um futebolista egípcio que atua como volante. Atualmente joga pelo Damac.

## Carreira
Hamed é um dos atletas que mais atuou na história do Zamalek e pelo clube alcançou idolatria e diversos títulos nacionais, com o tricampeonato do Campeonato Egípcio e da Copa do Egito.

## Seleção nacional
Tarek Hamed representou o elenco da Seleção Egípcia de Futebol no Campeonato Africano das Nações de 2017e Copa do Mundo de 2018.

## Títulos
Zamalek
- Campeonato Egípcio: 2014–15, 2020–21, 2021–22
- Copa do Egito: 2015, 2016, 2017–18, 2018–19, 2020–21
- Supercopa do Egito: 2016, 2019
- Copa das Confederações da CAF: 2018–19
- Supercopa da CAF: 2020
- Supercopa Arábia Saudita-Egito: 2018

Al-Ittihad
- Campeonato Saudita de Futebol: 2022–23
- Supercopa da Arábia Saudita: 2022